# Kantyczka dla Leibowitza
Kantyczka dla Leibowitza, Kantyk dla Leibowitza (ang. A Canticle for Leibowitz) – postapokaliptyczna powieść autorstwa Waltera M. Millera z roku 1959. Ta jedyna powieść Millera wydana za jego życia jest kompilacją trzech opowiadań opublikowanych wcześniej w „The Magazine of Fantasy & Science Fiction”. Książka została w 1961 nagrodzona prestiżową nagrodą Hugo dla najlepszej powieści.
W Polsce ukazała się po raz pierwszy w 1991 pod tytułem Kantyczka dla Leibowitza w dwóch tłumaczeniach, autorstwa Adama Szymanowskiego i Juliusza Garzteckiego.
Kontynuacją Kantyczki... jest Święty Leibowitz i Dzikokonna (ang. Saint Leibowitz and the Wild Horse Woman), powieść dokończona po śmierci Millera przez Terry’ego Bissona i wydana w 1997.
Bezpośrednią inspiracją dla stworzenia fabuły był udział autora, wówczas młodego radiooperatora i strzelca w załodze bombowca, w bombardowaniu klasztoru Monte Cassino podczas II wojny światowej.
Powieść, jako jedna z pierwszych, wyszła z getta s-f i trafiła na listę lektur szkolnych.
W Polsce powieść mogła mieć wpływ na powstanie i ewolucję nurtu klerykal fiction.

## Fabuła
Tytułowy Isaac Edward Leibowitz w samej książce nie występuje bezpośrednio – jest postacią „historyczną” z XX w. (powieść zaczyna się w wieku XXVI). Leibowitz był amerykańskim inżynierem wojskowym pochodzenia żydowskiego. Po wojnie atomowej pod koniec XX w., kiedy cywilizacja ludzka niemal doszczętnie zniknęła, przeszedł na katolicyzm i założył zakon albertyński. Zadaniem zakonu było chronić, magazynować oraz kopiować ocalałe książki. Było to w owym czasie bardzo niebezpieczne, gdyż ludzkość, która ocalała, wyrzekła się wiedzy – zabijano każdego posiadającego wykształcenie (później nawet tych, co umieli tylko czytać) a książki palono. Okres ten nazwano sprostaczeniem. Leibowitz został złapany przez motłoch i jednocześnie powieszony i spalony.
Powieść została podzielona na trzy części:
- Fiat homo (łac. „Niech stanie się człowiek”)

XXVI w. Historia opowiada o bracie Franciszku Gerardzie z Utah, który jako nowicjusz zakonu albertyńskiego błogosławionego Leibowitza, udaje się na pustynię, aby zgodnie z tradycją w ciszy i samotności odnaleźć powołanie. Spotyka jednak dziwnego wędrowca, który przypadkowo (albo na przypadek to tylko wyglądało) nakieruje go na XX-wieczny schron przeciwatomowy. Odnalezione tam przedmioty za kilkanaście lat umożliwią kanonizowanie Isaaca Edwarda Leibowitza.
- Fiat lux (łac. „Niech stanie się światłość”)

Rok 3174. Ludzkość na kontynencie północnoamerykańskim utworzyła kilka państw. Cywilizacja stanęła u progu renesansu. Zakonem albertyńskim świętego Leibowitza kieruje opat Dom Paulo. Osią fabuły jest spór między władzą duchową (reprezentowaną przez opata) a światem nauki reprezentowanym przez Thona Taddeo Pfardentrotta. Thon Taddeo jest protegowanym króla Hannegana z Texarkany (który jest także jego krewnym), który jest właśnie na progu rozpoczęcia wojny w celu zjednoczenia całego kontynentu. Opatowi nie udaje się przekonać naukowca, że jego środowisko popełnia znów ten sam błąd, stając się bezmyślnym narzędziem władców do coraz skuteczniejszego zabijania wrogów.
- Fiat Voluntas Tua (łac. „Bądź wola Twoja”)

Rok 3781. Świat od ponad 50 lat żyje w stanie zimnej wojny. Pomimo że ludzkość wyruszyła na podbój kosmosu i założyła wiele kolonii, na Ziemi nie wyzbyła się posiadania broni atomowej. Historia zaczyna się w chwili, gdy dwa światowe imperia zaczynają eskalować konflikt. Ostateczne rozstrzygnięcie wydaje się kwestią czasu. Zakon albertyński świętego Leibowitza, którego zadaniem od 1800 lat było przechowywanie wiedzy, otrzymuje od papieża zadanie zorganizowania ekspedycji ku gwiazdom w celu uchronienia dobytku kulturowego ludzkości.